# Société anversoise du commerce au Congo

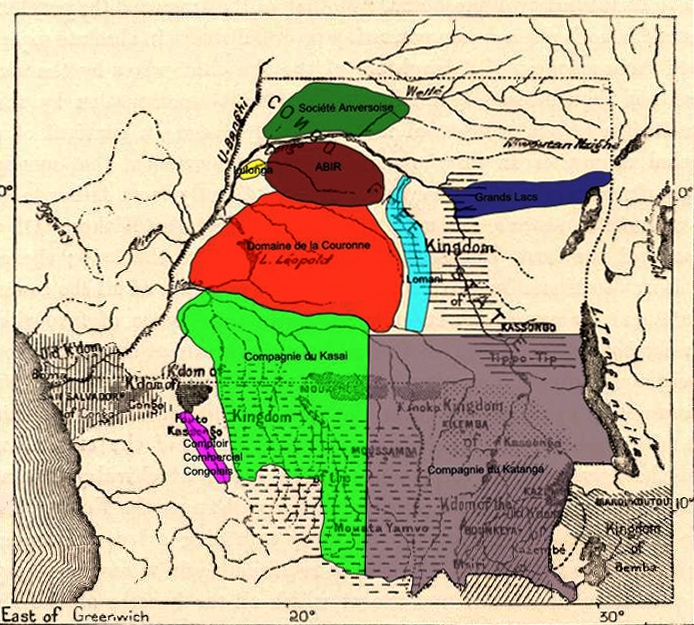
Kaart van de concessies in Kongo-Vrijstaat (Anversoise = donkergroen)

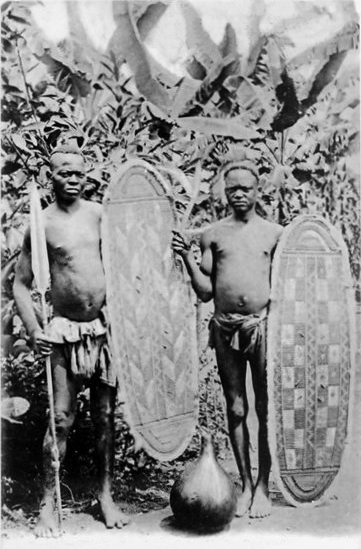
Budjastrijders, ook wel Budza of Mbuza (Société de Géographie, 1907)

De Société Anversoise du Commerce au Congo, kortweg Anversoise, was een Belgisch koloniaal bedrijf met zetel in Antwerpen. Het werd opgericht in 1892 en beschikte over zeven miljoen hectare concessiegebied rond de Mongalarivier, in de Onafhankelijke Congostaat, waar het bossen en mijnen mocht ontginnen. Bij het ontginnen van deze gronden vonden er ook gruwelheden plaats zoals op andere plaatsen in de Congo Vrijstaat. Het bedrijf participeerde voorts in de concessie van de Anglo-Belgian India Rubber Company.

## Oprichting
De Anversoise, met zetel op de Begijnenvest 104-110, werd als commanditaire vennootschap op aandelen opgericht in 1892. Het kapitaal bedroeg 400.000 frank en werd onderschreven door personen achter de Caisse hypothécaire anversoise: Alexander de Browne de Tiège, zijn broer Constant, het bedrijf Maison de Commerce Bunge & Cie (van Edouard Bunge), graaf Emile le Grelle, Corneille David en Ernest Grisar. Met de oprichting gingen complexe geheime conventies gepaard. Enerzijds deed de Vrijstaat van Leopold inbreng van een vijftigjarige, hernieuwbare concessie in de Anversoise, in ruil voor een deel van de opbrengst (rubber, ivoor, kopal en was). Het decreet dat dit mogelijk maakte was pas op 30 oktober 1892 aangenomen door Leopold. Anderzijds ging de Caisse hypothécaire anversoise de facto fungeren als Congolese schatkist. In november 1892 stond ze een kredietopening van 5 miljoen frank toe aan de Vrijstaat met als waarborg een Congolees gebied van 16 miljoen hectaren. Dit driejarige krediet was eveneens geheim, want in strijd met de toezegging van Leopold aan de Belgische staat om zonder akkoord van de regering geen verdere leningen aan te gaan voor Kongo-Vrijstaat.

## Activiteiten
De maatschappij bekwam een concessie op 7 miljoen hectaren van het privé-domein, een gebied rond de Mongala en de regio Bumba. De directeur van de Anversoise in Afrique kreeg carte blanche: de maatschappij had zelf politierechten en kreeg bovendien de steun van de agenten van de Vrijstaat. De districtscommissaris van de Bangala en de commandant van de Force Publique hielpen met het "stimuleren" van de rubberoogst.
De winsten werden nog groter toen de spoorlijn tussen Matadi en Stanley Pool opende (1898). In dat jaar wijzigden de Anversoise en Leopold hun arrangement: er kwam een einde aan hun opbrengstovereenkomst en de Vrijstaat werd zelf aandeelhouder in de Anversoise (50%). Ondertussen begonnen de ontstellende misbruiken langzaam naar buiten te sijpelen. De moegetergde Budza's (Budjas ook Mbuza) kwamen in opstand (1898-1905). Edmund Dene Morel beet zich vast in de zaak en de Britse consul Roger Casement bevestigde in grote lijnen zijn beschuldigingen. Ook de onderzoekscommissie-Janssens kwam tot bezwarende vaststellingen. Gouverneur-generaal Théophile Wahis stuurde procureur Fernand Waleffe naar Mongala om de praktijken van de Anversoise te onderzoeken. Wahis' vete met Anversoise-directeur Lothaire was daar niet vreemd aan. Uiteindelijk werd echter geen enkel kopstuk verontrust en bleven de veroordelingen van de uitvoerders licht (een elftal bestraften in 1899-1904).
Als reactie op het rapport van de commissie-Janssens, aangesteld door de Vrijstaat zelf bij decreet van 23 juli 1904, werd de overeenkomst met de Anversoise opnieuw herzien. Het bedrijf moest afstand doen van haar concessie. Voortaan zou de Vrijstaat het beheer ervan zelf in handen nemen. Tot 31 december 1952 zou de Anversoise echter nog mogen delen in de opbrengst: ze mocht al het geoogste rubber en ivoor aan een vaste prijs opkopen in Antwerpen.

## Tijdslijn
- 2 augustus 1892: oprichting met kapitaal van 400.000 frank en overeenkomst met de Vrijstaat die concessie inbrengt
- 18 november 1892: kapitaalverhoging tot 1,25 miljoen frank
- 23 december 1897: heroprichting als vennootschap naar Congolees recht
- 15 juli 1898: kapitaalverhoging tot 1,75 miljoen frank (Leopold schrijft in op 1.700 aandelen)
- 27 juli 1898: notering op de Effectenbeurs van Antwerpen
- 12 september 1906: afstand concessie aan Kongo-Vrijstaat ingevolge rapport onderzoekscommissie
- 26 oktober 1911: fusie met ABIR tot de Compagnie du Congo belge[1]

## Productie
Voor de periode 1895-1910 zijn de officiële hoeveelheden rubber en ivoor die de Anversoise verscheepte bekend:
| Jaar | Rubber (kg) | Ivoor (kg) |
| ---- | ----------- | ---------- |
| 1895 | 33.583      | 15.852     |
| 1896 | 50.324      | 9.242      |
| 1897 | 278.793     | 13.163     |
| 1898 | 508.134     | 11.387     |
| 1899 | 439.103     | 18.707     |
| 1900 | 406.587     | 19.514     |
| 1901 | 264.878     | 16.738     |
| 1902 | 476.250     | 10.603     |
| 1903 | 366.200     | 10.870     |
| 1904 | 308.819     | 10.871     |
| 1905 | 278.000     | 13.100     |
| 1906 | 501.000     | 13.200     |
| 1907 | 398.000     | 14.800     |
| 1908 | 108.000     | 10.000     |
| 1909 | 10.000      | 5.000      |
| 1910 | 0           | 0          |

Het is bekend dat Leopold alle middelen gebruikte om de werkelijke winsten aan het zicht te onttrekken, onder meer door grote volumes in buitenlandse havens af te zetten.

## Bestuurders, directeurs en agenten
De eerste Afrikaanse directeurs van de Anversoise waren:
- Clément De Valkeneer (1892-1893 - gerepatrieerd op verdenking van zware feiten)
- Louis Liebrechts (1893-1895 - gedood door de Budja)
- Hubert Lothaire (1897-1900)

Voorzitter van de raad van bestuur was Alexandre de Browne de Tiège. Andere bestuurders waren Alexis Mols, Alphonse Lambrechts, Constant Goffinet (voor Leopold), Camille Cardon en Henri Fester.
Edgar Canisius, een Amerikaanse agent van de Anversoise die mee de opstand van de Budja had neergeslagen, publiceerde naderhand een getuigenis over de gruwelmethodes die daarbij gebruikt waren.

## Affaires

### De affaire Fiévez
De man die het rubberbewind tot een roofzuchtig dieptepunt had gevoerd, Léon Fiévez, kreeg in 1899, nadat hij internationaal in opspraak was gekomen, het militaire commando over de districten Bangala en Ubangi in de concessie van de Anversoise. Hij ging onmiddellijk aan de slag en organiseerde met directeur Hubert Lothaire een oorlog tegen de vijandige Budja. Een beschuldiging van moord door een substituut-procureur bracht hem in nauwe schoentjes. Félix Fuchs hield hem de hand boven het hoofd en probeerde met een nieuwe overplaatsing de zaak te kalmeren. Door een tussenkomst van Leopold moest Fiévez alsnog voor de rechtbank in Boma verschijnen op beschuldiging van geweld in Bangala (1898) en buitengerechtelijke executies in Ubangi (1899). Hij werd vrijgesproken.

### De affaire Cyrus Smith
In maart 1901 maakte de Britse consul Roger Casement in de gevangenis van Boma kennis met Cyrus Smith, een man uit Lagos die agent was geweest van de Anversoise. Hij had op 24 oktober 1900 twaalf jaar dwangarbeid gekregen voor het opsluiten en gijzelen van vrouwen, waarvan er tientallen de hongerdood waren gestorven. In beroep (13 februari 1901) was zijn straf herleid tot een jaar cel. Casement bekwam van de gouverneur-generaal de tekst van het beroepsarrest. Daarin was als verzachtende omstandigheid aangenomen dat de leiding van de Anversoise haar agenten ertoe aanzette om geen enkele rekening te houden met de rechten van de inboorlingen en om militairen in te schakelen voor het afdwingen van hun arbeid. Met name het gijzelen van vrouwen werd aangemerkt als een courante praktijk die zelfs door sommige bestuursoverheden gedoogd werd.
Casement stuurde dit arrest op 28 juni 1901 naar het Foreign Office. De conclusie van zijn begeleidende commentaar zou later mee tot de val van de Vrijstaat leiden: De Soeverein hield de Société Anversoise in de palm van zijn hand… en het is onmogelijk dat hij niet op de hoogte was van de methoden die ze gebruikte. Leopold II heeft me zelf in Brussel gezegd dat hij "de meester van Congo" was.

### De affaire Charles Caudron
Eind 1900 werd een rubberopzichter van de Anversoise vermoord. Er werd een strafexpeditie georganiseerd onder luitenant Braeckman, geassisteerd door Anversoise-agenten Loumaye en Caudron, die zes maanden zou duren. Rond Bobadi richtte ze een slachting aan waarbij 300 Ngbaka de dood vonden. In de gedestabiliseerde regio stuikte de rubberoogst ineen. Caudron bleef de bevolking bestoken, hoewel hij zelf geen agent van de Vrijstaat was. Om die reden vroeg de nieuwe commandant van de Force Publique, Vandersleyen, in maart 1903 om hem te vervolgen. De gouverneur-generaal stond dit toe en er volgde een proces in Boma. Dit werd gevolgd door de Britse zakenman Shanu Hezekiah Andrew. Hij lichtte Edmund Dene Morel in die over de zaak berichtte in zijn West African Mail.
De verdediging van Caudron voerde aan dat Caudron niet meer schuldig was aan de moorden dan aan deze die gevallen waren bij andere strafexpedities van de Vrijstaat of van de Anversoise. Deze waren altijd verlopen in volle openheid en er werd zelfs getrouw verslag van uitgebracht. Volgens Arthur Conan Doyle bleek hieruit hoezeer de Vrijstaat verweven was met criminele activiteiten.
Niettemin werd Caudron op 12 januari 1904 veroordeeld tot 20 jaar gevangenisstraf. In beroep werd dit herleid tot 15 jaar (15 maart 1904). Begin september 1907 kwam hij vrij.